# Maniola
Maniola is een geslacht van vlinders uit de onderfamilie Satyrinae en de familie Nymphalidae.

## Soorten
- Maniola barrosi Figueroa, 1917
- Maniola cadusia Lederer, 1869
- Maniola cheena Moore, 1865
- Maniola chia Thomson, 1987
- Maniola coenonympha Felder, 1867
- Maniola cypricola (Graves, 1928)
- Maniola dysdora Lederer, 1869
- Maniola edmondsii Butler, 1881
- Maniola euptychioides (Köhler, 1939)
- Maniola flora (Philippi, 1859)
- Maniola halicarnassus Thomson, 1990
- Maniola imbrialis Weeks, 1905
- Maniola interposita (Erschoff, 1874)
- Maniola jurtina (Linnaeus, 1758)
- Maniola kirghisa Alphéraky, 1881
- Maniola limonias (Philippi, 1860)
- Maniola megala (Oberthür, 1909)
- Maniola narica Hübner, 1818
- Maniola naubidensis Erschoff, 1874
- Maniola nurag Ghiliani, 1852
- Maniola nycteropus Reed, 1877
- Maniola rueckbeili Staudinger, 1887
- Maniola subandina (Jörgensen, 1935)
- Maniola telmessia (Zeller, 1847)
- Maniola valdivianus (Reed, 1877)
- Maniola wagneri (Herrich-Schäffer, 1846)